# Paul Papenbroock

Paul Papenbroock

Paul Papenbroock (* 31. März 1894 in Görslow; † 31. Dezember 1945) war ein deutscher Politiker (NSDAP).

## Leben
Nach dem Besuch der Volksschule und des Lehrer-Seminars in Weimar nahm Papenbroock von 1914 bis 1918 mit dem Garde-Fußartillerie-Regiment Jüterbog am Ersten Weltkrieg teil. 1916 wurde er an der Narew-Front verwundet. Anschließend wurde er bis 1917 der türkischen Armee zur Verfügung gestellt. Am 8. August 1918 geriet er an der Westfront (Römerstraße) in britische Kriegsgefangenschaft. Nach seiner Rückkehr aus der Kriegsgefangenschaft schied er als Leutnant der Reserve aus der Armee aus. Anschließend arbeitete er von 1919 bis 1933 als Volksschullehrer in Taubach bei Weimar und in Gotha. Erste politische Erfahrungen sammelte er im Plattdeutschen Verein.
Im Herbst 1923 schloss Papenbroock sich der NSDAP an und trat der neugegründeten Partei zum 29. August 1925 wieder bei (Mitgliedsnummer 17.261). Seit 1924 trat er für die NS-Bewegung als Gauredner und seit 1929 als Reichsredner auf. Von 1924 bis 1927 übernahm er Aufgaben als Kreisleiter der Partei im Kreis Weimar-Süd und als stellvertretender Ortsgruppenführer der Ortsgruppe Weimar.
Von 1929 bis 1933 war Papenbroock Mitglied des Thüringer Landtags. Vom 29. März 1936 bis zum Ende der NS-Herrschaft im Frühjahr 1945 saß Papenbroock als Abgeordneter für den Wahlkreis 12 (Thüringen) im nationalsozialistischen Reichstag.
Nach 1933 übernahm Papenbroock das Amt eines Gauamtsleiter des Amtes für Erzieher und des NSLB im Gau Thüringen. Am 1. April 1933 wurde er Regierungsrat im Thüringischen Volksbildungsministerium in Weimar. Im August 1934 wurde er zum Oberregierungsrat befördert. Im März 1936 folgte die Ernennung zum Thüringischen Staatsrat. Daneben war Papenbroock, der auch Inhaber des Goldenen Parteiabzeichens und des Silbernen Adlers war, Herausgeber des Thüringischen Erziehers.
Nach Ausbruch des Zweiten Weltkrieges leistete er Kriegsdienst.
Nach Kriegsende wurde seine Schrift Der Kultur- und Erziehungswille im neuen Staat (Fink, Weimar 1934) in der Sowjetischen Besatzungszone auf die Liste der auszusondernden Literatur gesetzt.

## Schriften
- Der Kultur- und Erziehungswille im neuen Staat. Rede in Danzig anläßlich der Danziger Kreislehrerversammlung am 27. Nov. 1933, 1934.
- Die Heimat, 1937.